# Sogod, Nam Leyte
Sogod (IPA: phát âm tiếng Tagalog: [ˈsuɡud ]), tên gọi chính thức là Thành phố Sogod (tiếng Cebuano: Lungsod sa Sogod; tiếng Tagalog: Bayan ng Sogod) là một đô thị hạng 1 ở tỉnh Nam Leyte, Philippines. Theo điều tra dân số năm 2020 của Philippines, đô thị này có dân số 47.552 người.
Sogod nằm dọc theo đoạn Nam Leyte của Xa lộ Pan-Philippines, cách 126 km về phía nam Thành phố Tacloban, trung tâm khu vực của Đông Visayas. Những ngọn núi hiểm trở bao phủ hầu hết địa hình phía Bắc thị trấn với nhiều hệ thống sông ngòi len lỏi khắp vùng đất thấp ở phía Nam.
Đô thị Sogod là nơi có Đại học Southern Leyte State (SLSU) và Trường cao đẳng Saint Thomas Aquinas (STAC). Một số khu vực của đô thị này chịu cảnh lở bùn. Ở trong vịnh, thị xã Sogod là trung tâm thương mại và công nghiệp.

## Lịch sử
Sự khan hiếm tài liệu đã gây khó khăn cho việc cung cấp tài liệu lịch sử đầy đủ về Sogod từ thời thuộc địa của Tây Ban Nha cho đến ngày nay. Hầu hết các tài liệu tham khảo được xác định là biên niên sử được viết bởi các nhà truyền giáo Tây Ban Nha – Dòng tên, những tu sĩ Dòng Augustinô và những Giáo sĩ thế tục (các tu sĩ Dòng Phan Sinh được bổ nhiệm đến các giáo xứ ở phía Đông Bắc Leyte và Samar) – người quản lý thị trấn. Đi đầu trong quá trình thuộc địa hóa, các đảo Leyte và Samar đã bị chính quyền thực dân Tây Ban Nha bỏ mặc, dẫn đến các cuộc nổi dậy và nổi dậy ngắn hạn trong khu vực. Ngoài ra, ảnh hưởng của Giáo hội Công giáo tại các hòn đảo đã cải thiện hơn việc định hình các văn hóa, chính trị, kinh tế và tâm linh của người dân Sogod.

## Địa lý
Thị trấn có tổng diện tích đất là 236,4 km2 cho đến năm 1953 . Do việc ban hành Đạo luật Cộng hòa số 522 ngày 15 tháng 6 năm 1950 thành lập đô thị Bontoc, diện tích đô thị Sogod giảm. Ranh giới pháp lý của thị trấn Bontoc không được xác định đầy đủ, gây ra nhiều căng thẳng giữa hai thành phố. Sau khi ban hành Sắc lệnh số 368 năm 1959, tất cả các khu vực xung đột giữa các đô thị Sogod và Bontoc đã được tổ chức và đánh giá lại. Nhiều đơn khiếu nại, kiến nghị đã được gửi đến Ủy Ban Nhân Dân tỉnh Nam Leyte và Tòa án xét xử khu vực (RTC) để hòa giải các tranh chấp với Sogod nhưng đều vô ích. Kết quả là diện tích đất của đô thị này đã giảm xuống còn 192,70 km2.

## Kinh tế

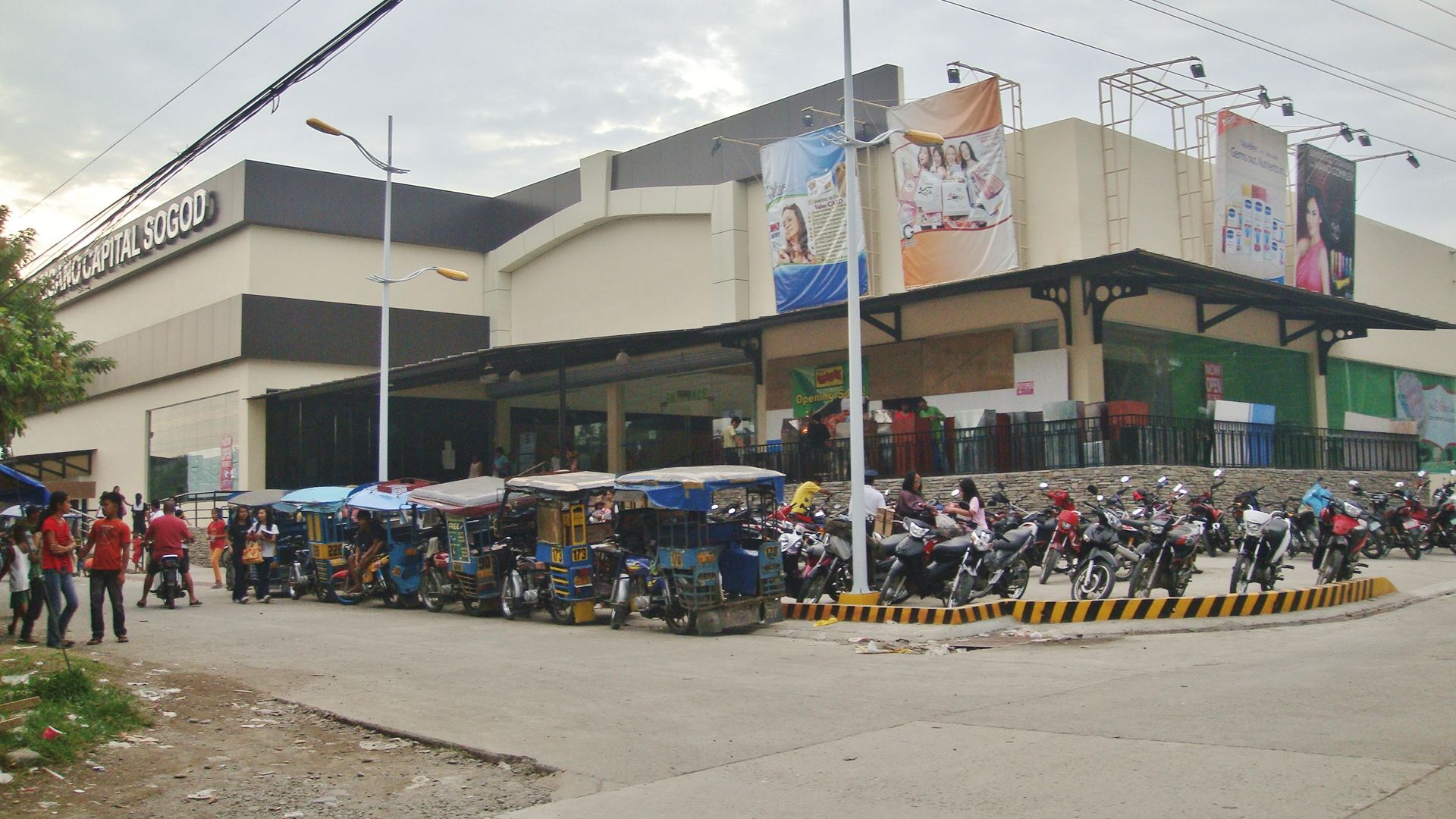
Gaisano Capital Sogod là cửa hàng lớn nhất tỉnh

Hiện nay, đô thị này vẫn phụ thuộc nhiều vào Phân bổ doanh thu nội địa (IRA) từ chính phủ quốc gia. Tuy nhiên, điều đáng chú ý là ngân sách địa phương đã tăng lên từ năm này sang năm khác mà không cần thông qua sắc lệnh tăng thu mới. Sogod hiện được phân loại là đô thị loại 2.
Tổng tỷ lệ Phân bổ Doanh thu Nội địa (IRA) của Sogod cho năm tài chính 2012 là ₱64.820.215,00 và ₱24.200.000,00 cho doanh thu từ nguồn địa phương, trở thành một trong những nền kinh tế phát triển nhanh nhất trong tỉnh.
Gaisano Capital Group, một trong những chuỗi trung tâm mua sắm lớn nhất cả nước, đã khai trương chi nhánh đầu tiên tại tỉnh nhân dịp kỷ niệm 158 năm thành lập thị trấn vào ngày 10 tháng 6 năm 2011.

### Danh sách các tổ chức ngân hàng
| Tên ngân hàng                   | Địa chỉ                                            |
| ------------------------------- | -------------------------------------------------- |
| Ngân hàng Cantilan Inc          | Phố Osmeña, Barangay Zone II                       |
| Ngân hàng đất đai               | Bến xe buýt Doctor Gonzalo Yong, Barangay Zone III |
| Metrobank                       | Đường Rizal, Barangay Zone IV                      |
| Ngân hàng Quốc Gia Philippin    | Phố Osmeña, Barangay Zone II                       |
| Ngân hàng Nông thôn Hindang Inc | Đường Rizal, Barangay Zone IV                      |
| Ngân hàng trồng dừa Hoa Kỳ      | Phố Osmeña, Barangay Zone IV                       |

### Ngành công nghiệp

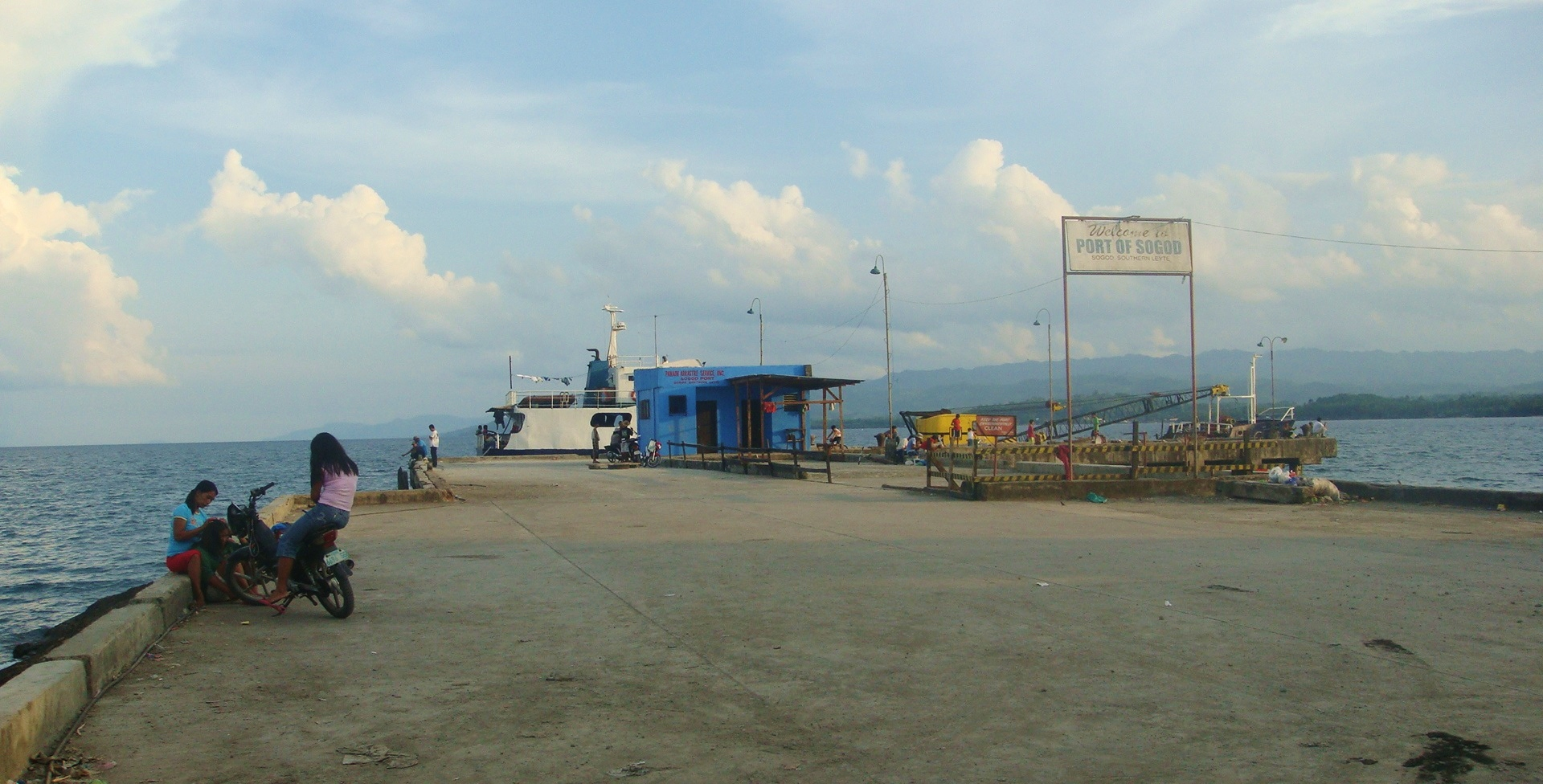
Cảng Sogod

Sản xuất có quy mô nhỏ: than củi (từ gáo dừa cháy hoặc uling), sản phẩm làm từ abaca , gốm sứ , dầu dừa , làm đồ nội thất , làm hộp rỗng, sỏi và cát . Sản phẩm xuất khẩu là cùi dừa , abaca, đồ thủ công mỹ nghệ từ abaca và các mặt hàng thủ công sợi.

### Khoáng sản
Tính đến năm 1992, trữ lượng kim loại của tỉnh Nam Leyte đạt tổng cộng 771.830 tấn. Tất cả các đô thị và một thành phố trong tỉnh đều có trữ lượng khoáng sản bao gồm cả Sogod. Thị trấn có mỏ magnesit , vàng , bạc và đồng . Tuy nhiên, những ngọn núi của Sogod chưa được khám phá và đất không thích hợp để khai thác do bề mặt đất sét mềm.

## Các đơn vị hành chính
Sogod được chia thành 45 barangay.
| - Benit - Buac Daku - Buac Gamay - Cabadbaran - Concepcion - Consolacion - Dagsa - Hibod-hibod - Hindangan - Hipantag - Javier - Kahupian - Kanangkaan - Kauswagan - La Purisima Concepcion | - Libas - Lum-an - Mabicay - Mac - Magatas - Mahayahay - Malinao - Maria Plana - Milagroso - Olisihan - Pancho Villa - Pandan - Zone I - Zone II - Zone III | - Zone IV - Zone V - Rizal - Salvacion - San Francisco Mabuhay - San Isidro - San Jose - San Juan (Agata) - San Miguel - San Pedro - San Roque - San Vicente - Santa Maria - Suba - Tampoong |